# Chikkamankanala, Dod Ballapur
Chikkamankanala là một làng thuộc tehsil Dod Ballapur, huyện Bangalore Rural, bang Karnataka, Ấn Độ.